# Scheel von Plessen

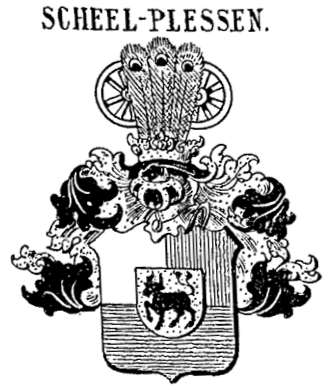
Wappen derer von Scheel-Plesse mit einem Helm in Siebmachers Wappenbuch

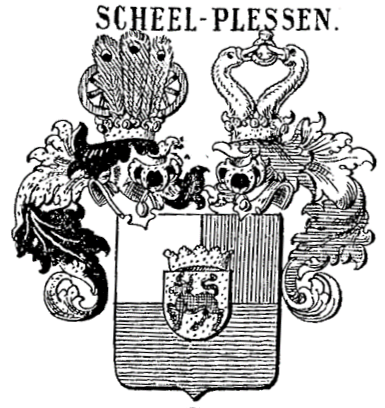
Wappen derer von Scheel-Plessen mit zwei Helmen in Siebmachers Wappenbuch

Scheel von Plessen, auch von Scheel-Plessen ist der Name der dänisch-holsteinischen Linie (mit dem Grafentitel in der Primogenitur; die nachfolgend Geborenen führen den Namen von Plessen) des ursprünglich edelfreien Adelsgeschlechts von Plessen.

## Geschichte
Der Name ist infolge der Heirat des königlich dänischen Geheimen Rats Christian Ludwig von Plessen am 8. Januar 1702 mit Charlotte Amalie Skeel (aus dem dänischen Adelsgeschlecht Scheel/Skeel) durch Annahme des Namens „Scheel von Plessen“ entstanden.
Mit der Verstaatlichung deutschen Besitzes in Dänemark nach dem Zweiten Weltkrieg und dem dadurch bedingten Verlust des Besitzes Fussingø ging auch das Recht zur Führung des dänischen Titels Lehnsgraf und des Namens Scheel in Scheel-Plessen unter, den jedoch die holsteinischen Zweige aufgrund preußischen Grafenstands weiter führen.

## Standeserhöhungen
- Dänischer Lehnsgrafenstand sowie Namens- und Wappenvereinigung mit denen der Scheel als Scheel-Plessen, Primogenitur und geknüpft an den Besitz des am 10. April 1832 errichteten Gräflich Scheel-Plessen’schen Präzipuums, bestehend aus den Besitzen Fussingø (Dänemark), Sierhagen und Wahlstorf (Holstein) in Kopenhagen am 29. September 1829 (Patent 6. März 1830) für den königlich dänischen Kammerherrn Mogens Joachim Scheel von Plessen. Dem ältesten Sohn des jeweiligen Lehensgrafen steht der Titel Graf schon von Geburt an zu, den Töchtern der Titel Gräfin. Die übrigen Mitglieder der Familie tragen den Titel Baron bzw. Baronesse.
- Erblicher Preußischer Grafenstand als Scheel-Plessen Charlottenburg 16. April 1888 nach 1852 erfolgter dänischer Bewilligung zur Führung des Namens Scheel-Plessen, geknüpft an den Besitz eines zu gründenden Fideikommiss für (den Zweitgeborenen) vormaligen Oberpräsidenten Carl von Scheel-Plessen.
- Dänischer Grafenstand mit lehnsgräflichem Rang Schloss Bernstorff 17. Juli 1895 (Preußische Anerkennung Potsdam 29. April 1896) für den Fideikommissbesitzer und Kammerherrn Carl Gabriel Graf von Scheel-Plessen, verheiratet mit Louise, auch geborenen Gräfin von Scheel-Plessen, Herrin des Scheel-Plessenschen Präzipuums.

## Zu dieser Linie gehören
a) die Namensträger:
- Christian Ludwig Scheel von Plessen (1676–1752), Geheimer Rat im Dänischen Konseil
- Wulff Scheel-Plessen (1809–1876), dänischer Diplomat und Minister
- Carl Graf von Scheel-Plessen (1811–1892), holsteinischer Politiker
- Carl Gabriel von Scheel-Plessen (1845–1932), Rittergutsbesitzer, Kammerherr, Mitglied des Preußischen Herrenhauses

b) die nachfolgend geborenen:
- Otto Baron von Plessen (1816–1897), dänischer Diplomat
- Hugo Baron von Plessen (1818–1904), preußischer Geheimer Regierungsrat
- Victor Baron von Plessen (1900–1980), Forschungsreisender
- Elisabeth Plessen (Geburtsname: Elisabeth Charlotte Marguerite Auguste Gräfin von Plessen) (* 1944), Schriftstellerin
- Marie-Louise von Plessen (* 1950), Kulturhistorikerin, Schriftstellerin und Museologin

## Besitz

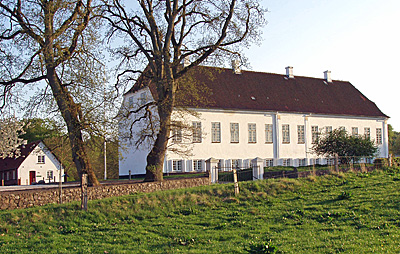
Gut Fussingø, Dänemark
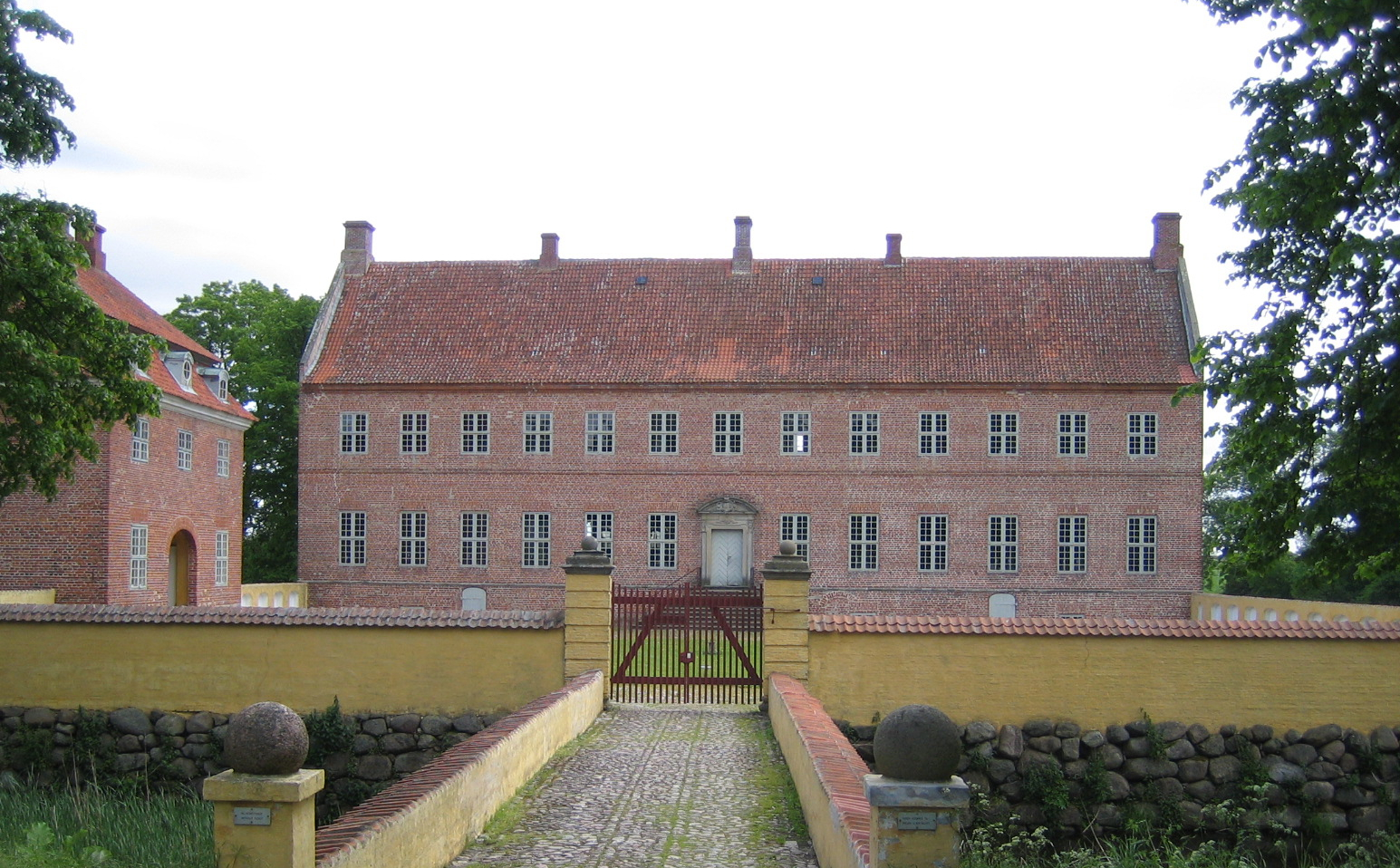
Gut Selsø, Dänemark
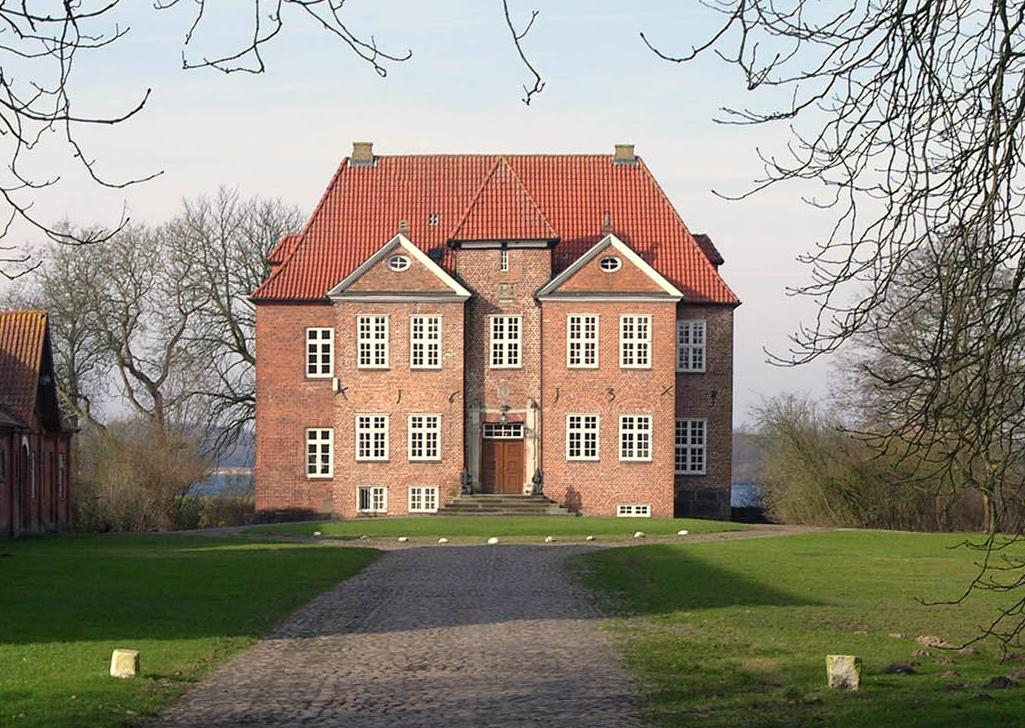
Gut Wahlstorf, Holstein
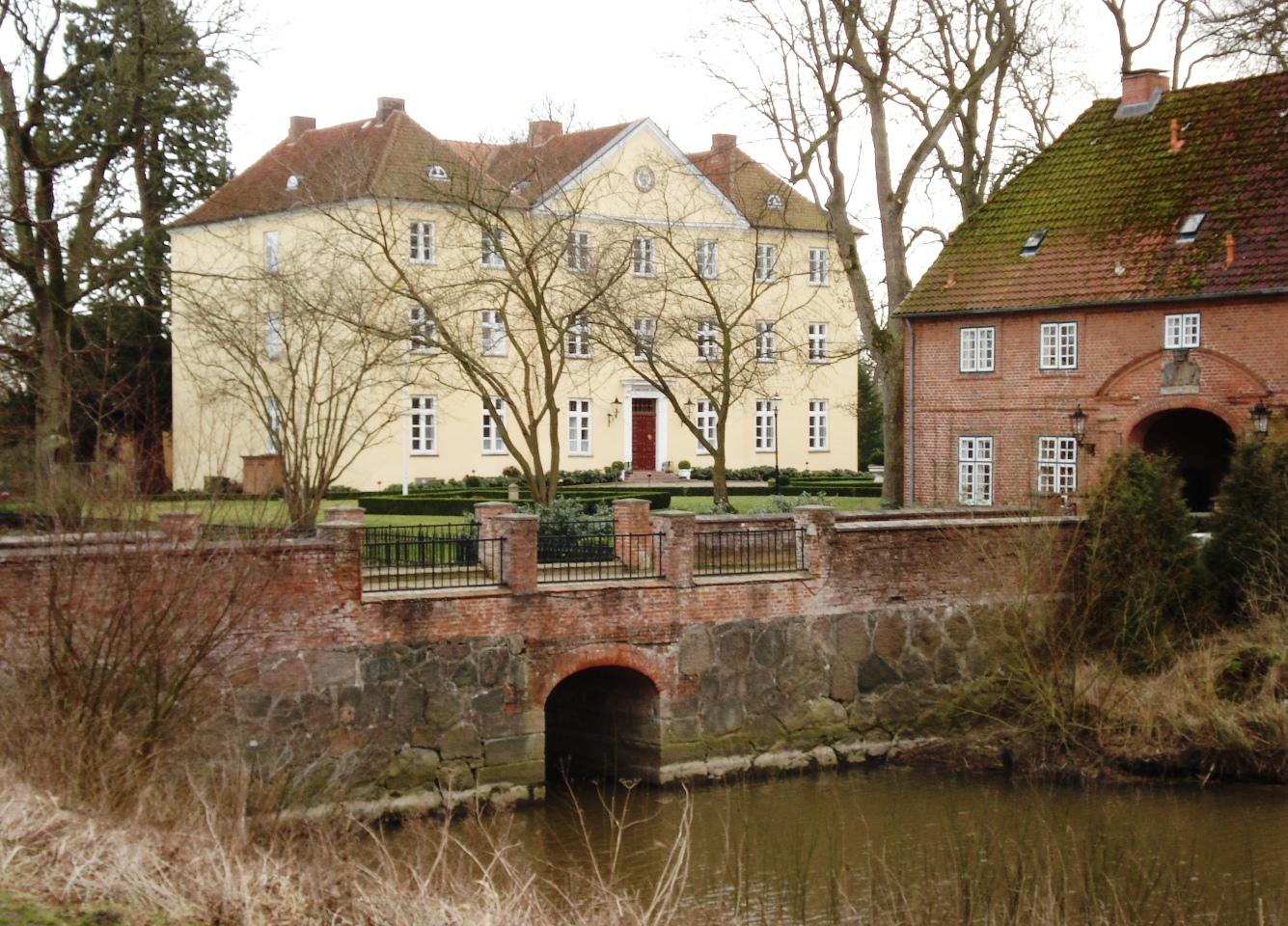
Gut Sierhagen, Holstein

## Wappen
Blasonierung: Quergeteilt mit goldenen Herzschild, worin ein schwarzer schreitender Strich mit aufgeworfenen Schwanz, oben von Silber und Rot gespalten, unten blau und leer. Auf dem gekrönten Helm mit schwarz-goldenen Decken ein Pfauenschwanz, an den sich jederseits ein halbes rotes Rad anschließt.
Im Wappen mit zwei Helmen ist der Herzschild gekrönt. Der zweite Helm stammt vom Wappen derer von Scheel.